# Lippo Dalmasio

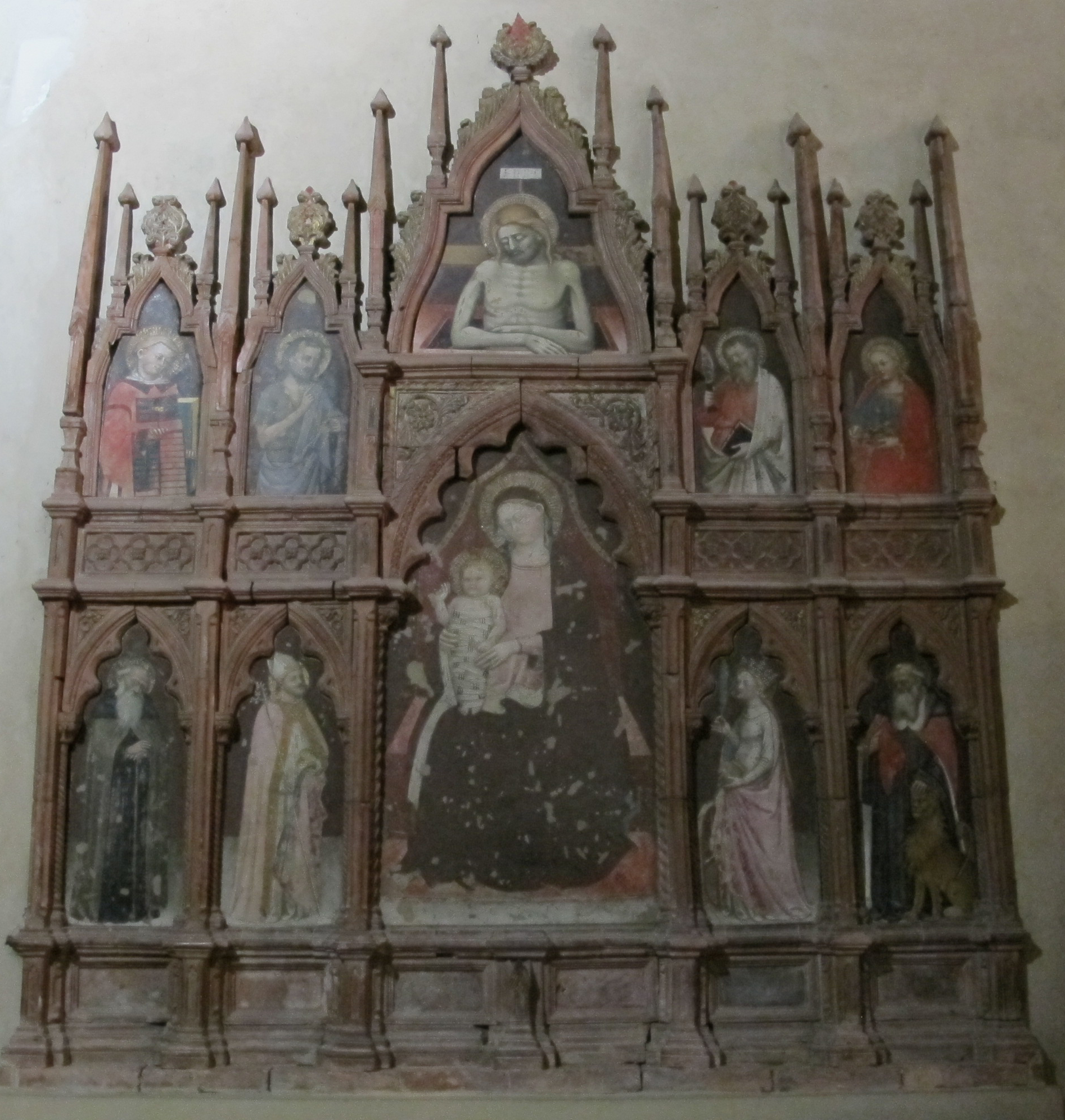
Polyptyque de Santa Maria dei Servi

Filippo Scannabecchi ou Lippo  Dalmasio  (1360 - 1410) est un des premiers peintres italiens de l'école bolonaise.
Connu pour ses Madonne, on lui donnera aussi le surnom de  Lippo Dalle Madonne.

## Biographie
Lippo  Dalmasio est formé par son père, Dalmasio Scannabecchi et son oncle Simone dei Crocifissi peintres dans la même ville, qui ont aussi  formé  Vitale da Bologna.
Citoyen bolonais résident à Pistoia en 1377, il retourne à Bologne en 1389.
Il a été influencé tardivement par le Florentin Andrea di Cione et ses frères.
Il lui a été aussi donné aussi le nom de Muratori par deux auteurs se référant à  Teresa Scannabecchi, une peintre femme du XVIIe siècle, fille de Domenico Maria Muratori.
Il est cité par  Carlo Cesare Malvasia, dans  Felsina Pittrice (Bologne, 1678).
Marco Zoppo a été de ses élèves.

## Œuvres
- Madone de l'Humilité avec saint Dominique et sainte Catherine, église San Domenico, Pistoia

## Sources
- (en) Cet article est partiellement ou en totalité issu de l’article de Wikipédia en anglais intitulé « Filippo Scannabecchi » (voir la liste des auteurs).